# Équihen-Plage
Équihen-Plage là một xã của tỉnh Pas-de-Calais, thuộc vùng Hauts-de-France, miền đông nước Pháp.

## Dân số
| 1962                                                           | 1968 | 1975 | 1982 | 1990 | 1999 |
| -------------------------------------------------------------- | ---- | ---- | ---- | ---- | ---- |
| 2530                                                           | 2592 | 2868 | 3164 | 3067 | 2934 |
| Census count starting from 1962: Population without duplicates |      |      |      |      |      |